# Случай в Каскадных горах
Случай в Каскадных горах — один из самых известных случаев, привлекших внимание общественности к существованию неопознанных летающих объектов. Это случай наблюдения 24 июня 1947 года над Каскадными горами (штат Вашингтон) «летающих тарелок» Кеннетом Арнольдом — американским бизнесменом, занимавшимся продажей и установкой противопожарных установок. Подтверждения он не получил, однако существует как городская легенда. Изложен в книге Кеннета Арнольда и Рея Палмера (англ. Ray Palmer) «The coming of the saucers» (1952).

## Наблюдение «летающих тарелок»
24 июня 1947 года около 14 часов Кеннет Арнольд направлялся в своём самолёте из Чехейлиса в Якиму (штат Вашингтон). По пути Арнольд надумал какое-то время поискать обломки пропавшего транспортного самолёта C-46 Корпуса морской пехоты США, за которые было обещано вознаграждение, возле горы Рейнир (Каскадные горы).
Находясь на высоте 9200 футов, он заметил в воздухе вспышку от 9 предметов, находившихся от него на расстоянии 20—25 миль: «Я совершенно отчётливо видел их очертания на фоне снега, когда они приближались к горе…».
«Они пролетели приблизительно 20—25 миль и исчезли из виду. Около трёх минут я наблюдал, как цепь движущихся как блюдца по воде, словно брошенные плоские камни, предметов, растянувшаяся по крайней мере на 5 миль, лавировала между высокими горными вершинами. Они были плоски, как сковородки, и, словно зеркало, отражали солнечные лучи. Я видел всё это совершенно ясно и отчётливо».
Возле объектов двигался транспортный самолёт DC-4. Через 15 минут Арнольд полетел в Якиму.

## Характеристики объектов

### Конфигурация
Арнольд утверждал, что объекты летели «с севера на юг на высоте примерно 9500 футов, как мне показалось, твёрдым курсом около 170 градусов». «Они летели очень близко от горных вершин, прямо на юго-юго-восток вдоль главного хребта, летели, как гуси, вытянувшись в линию, словно скованные цепью». «Они летели по диагонали, образуя звено, однако в их строе был довольно большой промежуток между первыми четырьмя и последними пятью». Объекты двигались почти перпендикулярно курсу самолёта Арнольда. Самый верхний объект возвышался над самым низким приблизительно на 1000 футов. Длину цепи объектов (около 5 миль) Арнольд вычислил, сравнив её с расстоянием между пиками Рейнир и Адамс, когда объекты пролетали мимо них.

### Движение и скорость
«С периодичностью в несколько секунд два, а то и три из них одновременно как бы ныряли, слегка изменяя направление движения, и этого было достаточно, чтобы они, кренясь на ребро и освещаемые солнцем, посылали отражение на мой самолёт». При полёте объекты облетали горы. Именно эти слова Арнольда породили устойчивое выражение «летающее блюдце» — он сравнил ныряния с бликами на воде от брошенного плоского камня.
Объект, с которого начиналась цепь дисков, пролетел 47 миль вдоль горной гряды за 1 минуту и 42 секунды. Отсюда Арнольд заключил, что объекты двигались со скоростью 1656,71 миль в час. Данный показатель превышает скорость звука, и Арнольд приходит к выводу, что наблюдавшиеся им объекты не являются самолётами: ему не было ничего известно о самолётах, движущихся со сверхзвуковой скоростью.

### Форма и размер
Объекты были круглыми, а «толщина их составляла примерно 1/2 длины». Размер дисков он определил по тому, что объекты, почти так же удалённые от Арнольда, как и DC-4 (установлено посредством ручного дальномера), составляли по величине около 2/3 его размаха крыльев, то есть 45—50 футов. Диски имели форму полумесяца, а сверху находился маленький «купол».

## Шумиха
Оказавшись в Якиме, Арнольд рассказывает об увиденном Алу Бакстеру, руководителю Центральной авиационной службы. Когда оттуда добирается в Пендлтон (Орегон), у него берут интервью журналисты.
Скоро Арнольд стал известным, на него обратило внимание множество газет. На одном из интервью Арнольд сообщил, что диски «летели, как летит пущенное по воде блюдце» — газета «Ист оригониен» ввела в оборот название «flying saucer» («летающая тарелка»).
Этот случай привёл к популярности НЛО в США: за следующие два месяца почти 850 человек со всех концов страны заявляли, что видели в небе «летающие тарелки».
В прессе чаще всего высказывались либо с недоверием, либо пытались объяснить наблюдение «тарелок» отражением панели приборов на фонаре самолёта Арнольда, на что Арнольд реагировал болезненно. В конце концов он заявил:
Пусть меня называют Эйнштейном, Флэшем Гордоном или просто обманщиком, я ни на минуту не усомнюсь в том, что видел. Но теперь что бы я ни увидел в небе, пусть это даже будет летящий по воздуху десятиэтажный дом, я закрою глаза и не стану обращать на него ни малейшего внимания.

## Исследование
7 июля 1947 года Дэвид Джонсон по поручению газеты «Айдахо дейли стейтсмен» вместе с Кеннетом Арнольдом на самолёте безуспешно облетел штат Вашингтон с целью заснять «летающие тарелки» кинокамерой. 8 июля он облетел Монтану, Вашингтон и Орегон, также безуспешно.
Высказывались сомнения в правильности расчётов и измерений Арнольда: утверждали, что человек не способен разглядеть предмет максимум в 50 футов с расстояния минимум 20 миль, так как угол зрения при наблюдении такого предмета меньше 2 угловых минут. Таким образом, скорость объектов должна составлять 400 миль в час, что доступно для истребителей.
Другие считали, что скорость объектов определена правильно, но размеры были занижены, так что диски должны иметь 200 футов в поперечнике.

## Предлагавшиеся объяснения
Управляемые ракеты
Установлено, что в 1947 году в 112 км к северо-востоку от Якимы, у озера Мозес, располагался испытательный полигон для запуска воздушных ракет. Если предположить, что скорость «тарелок» Арнольда завышена, то это вполне могла быть ракета.
Новые летательные аппараты
Кеннет Арнольд полагал, что наблюдавшиеся им «тарелки» являются управляемыми дистанционно новейшими моделями самолётов:
Очень сожалею, что вы не можете дать объяснение этим самолётам, но я уверен, они принадлежат нашему правительству. Сами по себе они, очевидно, безвредны, однако в сочетании с нашей атомной бомбой могут представлять угрозу жизни на планете
 (из телеграммы, отправленной Арнольдом начальнику Главного технического управления ВС 12 июля 1947 г.).
У меня возникло чувство, что мне следует рассказать об этом Федеральному бюро расследований США, так как во время войны мне доводилось летать в Россию. Я подумал, что эти объекты, возможно, оттуда.
Криптиды, живущие в атмосфере
В начале 1960-х Кеннет Арнольд высказывает предположение, что он наблюдал неизвестных науке животных, населяющих исключительно атмосферу.
Отражение солнечных лучей от снега или пыли
Известный уфолог Дональд Мензел в книге «Летающие тарелки» (англ. «Flying saucers» (1954)) пытался объяснить случай наблюдением снега, поднимаемого вдоль горных хребтов под действием турбулентных потоков воздуха:
Кружащиеся вихрем облака снега отражают, как зеркало, солнечные лучи, а их колеблющиеся поверхности создают впечатление, что цепь каких-то предметов, словно волна, несётся вдоль хребта.
Имеется и другое объяснение. В ясный тихий день в земной атмосфере может появиться один или несколько слоёв тумана или пыли. Такой слой почти невидим, когда смотришь на него снизу или сверху, но с летящего вдоль него самолёта он отлично виден. В определённых условиях туман или мгла отражают солнечные лучи, почти как зеркало... Конечно, это было ложное солнце».
Мензел заключает:
И можно лишь удивляться, почему сразу же не было покончено с этой таинственной историей...